# Diecezja Xuanhua
Diecezja Xuanhua (łac. Dioecesis Siuenhoavensis, chiń. 天主教宣化教区) – rzymskokatolicka diecezja ze stolicą w Xuanhua, w prefekturze miejskiej Zhangjiakou, w prowincji Hebei, w Chińskiej Republice Ludowej. Biskupstwo jest sufraganią archidiecezji pekińskiej.
Diecezja działa jedynie w podziemiu, gdyż nie jest uznawana przez komunistyczny rząd chiński.

## Historia
10 maja 1926 z mocy decyzji Piusa XI, wyrażonej w brewe Expedit et, erygowany został wikariat apostolski Xuanhuafu. Dotychczas wierni z tych terenów należeli do wikariatu apostolskiego Pekinu (obecnie archidiecezja pekińska).
28 października 1926 wikariusz apostolski Xuanhuafu Philip Zhao Huaiyi znalazł się wśród pierwszych księży chińskiego pochodzenia wyświęconych na biskupów. Sakry udzielił im osobiście papież Pius XI w Watykanie.
W wyniku reorganizacji chińskich struktur kościelnych, dokonanych przez Piusa XII bullą Quotidie Nos, 11 kwietnia 1946 wikariat apostolski Xuanhuafu został podniesiony do godności diecezji i przyjął obecną nazwę.
Od zwycięstwa komunistów w chińskiej wojnie domowej w 1949 diecezja, podobnie jak cały prześladowany Kościół katolicki w Chinach, nie może normalnie działać. Biskup Xuanhua od 1948 Peter Wang Muduo zmarł w 1959 w obozie pracy. Jeszcze za jego życia komunistyczne Patriotyczne Stowarzyszenie Katolików Chińskich powołało swojego biskupa w Xuanhua.

## Diecezja obecnie
Obecnym biskupem Xuanhua jest Thomas Zhao Kexun. Należy on do wiernego papieżowi, nieuznawanego przez państwo Kościoła podziemnego. Uznawany jest za legalnego biskupa przez Stolicę Apostolską lecz państwo nie uznaje jego sakry. Musi ukrywać się przed służbami komunistycznego rządu. Bp Zhao Kexun już jako zwykły ksiądz był więziony.
Wielu duchownych Kościoła podziemnego jest więzionych

## Biskupi
Wszyscy ordynariusze byli Chińczykami

### Wikariusze apostolscy Xuanhuafu
- Philip Zhao Huaiyi (10 maja 1926 - 14 października 1927[7])
- Peter Cheng Youyou (28 marca 1928  - 25 sierpnia 1935[7])
- Joseph Zhang Runbo (7 lipca 1936 - 11 kwietnia 1946)

### Biskupi Xuanhua
- Joseph Zhang Runbo (11 kwietnia 1946 - 20 listopada 1947[8])
- Peter Wang Muduo (8 stycznia 1948 - 3 września 1959[7])
- sede vacante (być może urząd sprawował biskup(i) Kościoła podziemnego)
- Simon Zhang Jiumu (1989 – 12 grudnia 1999[7])
- Philip Peter Zhao Zhendong (12 grudnia 1999 – 13 lipca 2007[7])
- Thomas Zhao Kexun (13 lipca 2007 - nadal)

### Antybiskupi
- Chang Shouyi (1958 – 27 marca 1987[7])
- Xu Lizhi (1987 – 19 stycznia 1992[7])